# Leptometra
Leptometra is een geslacht van haarsterren uit de familie Antedonidae.

## Soorten
- Leptometra celtica (M'Andrew & Barrett, 1857)
- Leptometra phalangium (Müller, 1841)